# Viala-du-Tarn
Viala-du-Tarn é uma comuna francesa na região administrativa de Occitânia, no departamento de Aveyron. Estende-se por uma área de 38,56 km². Em 2010 a comuna tinha 544 habitantes (densidade: 14,1 hab./km²).